# Иракцы
Ира́кцы (араб. العراقيون ʿIrāqīyūn‎, курд.: گه‌لی عیراق Îraqîyan, ассир.: ܥܡܐ ܥܝܪܩܝܐ ʿIrāqāyā, тур.: Iraklılar) — семитский народ, основное население Республики Ирак. Общая численность — около 31 млн человек. Подавляющее большинство иракцев — мусульмане (около 95 %). Также проживают на территории Ирана, Сирии, США, стран Европы и в других частях мира (см. Иракская диаспора). Говорят на иракском диалекте арабского языка и ассирийском языке.

## История
Плодородная долина Месопотамии, расположенная между реками Тигр и Евфрат, в глубокой древности стала местом зарождения таких цивилизаций и государств, как Шумер, Аккад, Вавилония и Ассирия. Первые шумерские государства появились ещё в IV тысячелетии до н. э. После падения в VI веке до н. э. Нововавилонского царства под ударами персов, территория современного Ирака последовательно входила в состав Империи Ахеменидов, Державы Александра Македонского, Государства Селевкидов, Парфии, Империи Сасанидов и Арабского Халифата.
Язык местного населения менялся постоянно. Начиная с IV тысячелетия до н. э. до XX века до н. э., это был шумерский язык. С XX века до н. э. до II века н. э. им был семитский аккадский язык. Со II века по VII век население Месопотамии разговаривало преимущественно на арамейском языке. С VII века и по настоящее время большинство жителей Ирака говорит на арабском языке.
Особой этнографической группой иракцев являются озёрные арабы.

## Генетика
Современное население Ирака по результатам генетических исследований показывает генетическую связь с древним населением Месопотамии: шумерами, аккадцами и вавилонянами. То есть, население Ирака генетически непрерывно уже несколько тысячелетий и не подвергалось массовой ассимиляции. Среди иракских мужчин в основном распространены гаплогруппы J1 и J2. Есть небольшие вкрапления гаплогрупп G и «индоевропейской» R1b.

## Занятия
Главным видом деятельности современного населения Ирака до сих пор является сельское хозяйство. Выращиваются: пшеница, ячмень, кукуруза, финиковая пальма, хлопчатник. В южных регионах Месопотамии, где раскинулись пустынные территории, скотоводы-бедуины разводят овец, коз и верблюдов.
В городах население занимается ремесленным производством. Изготавливаются предметы сельскохозяйственного быта, посуда, развито ткачество. Сильно развита нефтяная промышленность и множество иракцев занято в ней.

## Культура

### Одежда

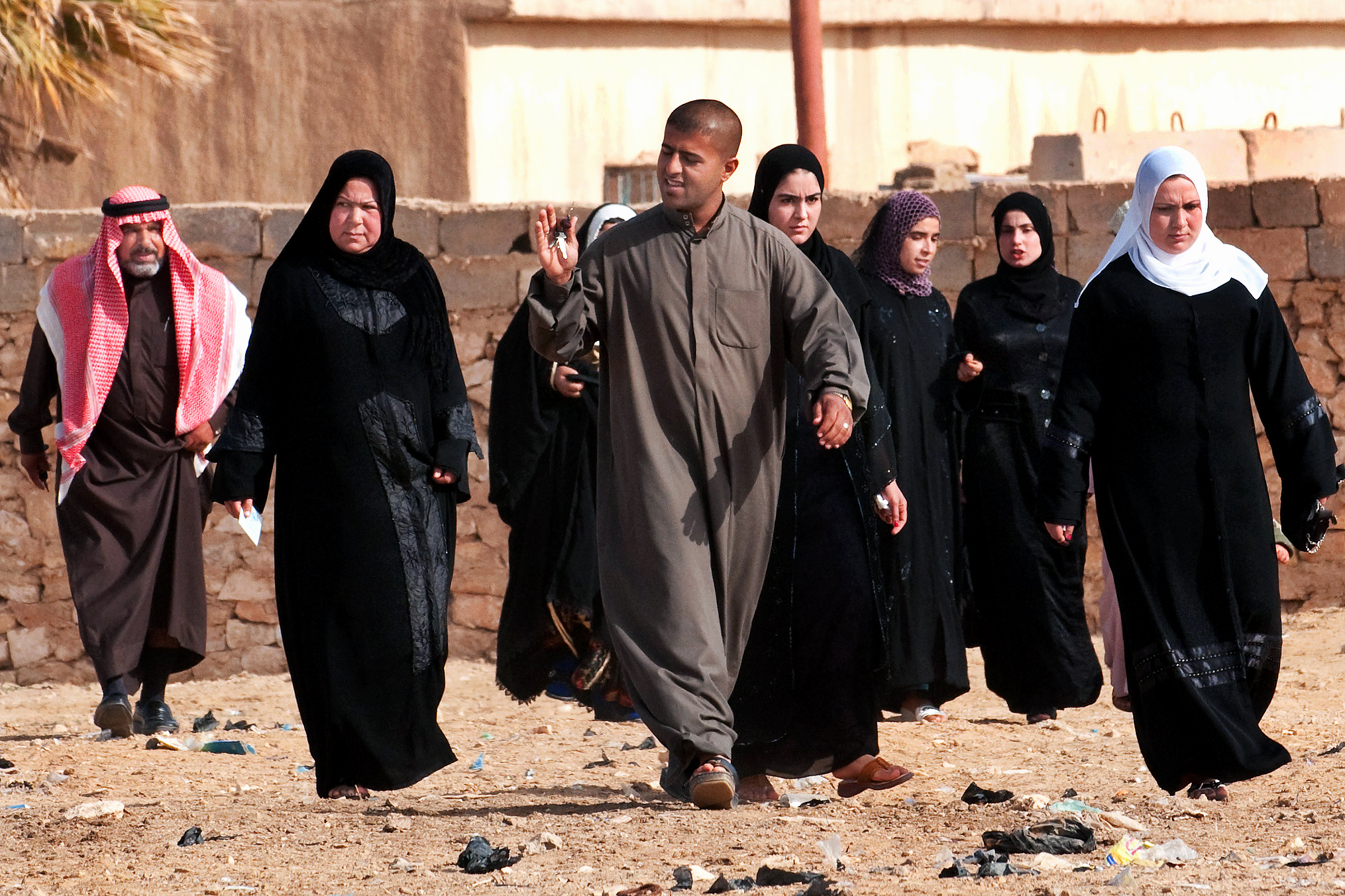
Жители Эр-Рамади идут на парламентские выборы, 2010 г.

В целом, одежда арабов-иракцев, отличающаяся деталями в зависимости от места, близка к североарабской бедуинской.
Мужчины носят белые, сужающиеся книзу штаны, длинную и просторную рубаху дишдаша, опоясанную кушаком (натак), а поверх — шерстяной плащ аба, служащий постелью и сумой. Одежда рыбаков и рисоводов южного Ирака зачастую состоит из одной набедренной повязки. Головными уборами служат шапочка-такия (местное название — чарравия), обмотанная платком, и плат-арафатка (яшмаг), придерживающийся шнуром-икалем.
Женская одежда состоит из шаровар, длинного платья (атаг), яркого у молодых женщин и тёмных цветов у пожилых, и надеваемой поверх шёлковой или шерстяной абы. Головным убором служит хиджаб, состоящий из надеваемого на голову тёмного платка-чардага, перетянутого полосой ткани, и футы — платка от подбородка до груди. Совершившие паломничество к святым местам женщины носят белую футу. Разнообразные женские украшения, изготовляемые из различных материалов — серьги, кольца, ожерелья, браслеты, подвески, броши.
Обувью служат кожаные и деревянные сандалии, у зажиточных людей — мягкие туфли.
В городах традиционный костюм в большой степени вытеснен общеевропейской одеждой.

### Кухня
Кухня иракцев очень сходна с кухней других ближневосточных народов. Иракцы готовят в основном ячменные и пшеничные лепёшки, кашу. Также едят финики, из них готовят сладкие угощения, халву. Пьют чай и кофе. В некоторых местах распространены рыбные блюда.

### Религия
Почти все иракцы исповедуют ислам — большинство из них шииты, проживающие в южной части страны. Меньшая часть — сунниты, живущие в центре Ирака. Христианство представлено на севере Ирака, в основном в среде ассирийцев, хотя есть и незначительная доля иракцев-христиан (к ним, например принадлежал Тарик Азиз).
В Ираке отмечаются все исламские праздники, такие, как Ураза-байрам и Курбан-байрам.
После падения режима Саддама Хуссейна довольно часто случаются конфликты между суннитской и шиитской частями населения.

### Фольклор
Устное творчество иракцев богато. Фольклор представлен у иракцев, в основном, песнями и сказками. Излюбленный музыкальный жанр — макам.
Есть пережитки доисламских вавилонских и халдейских традиций.